# Thomas Schürmann (Moderator)
Thomas Schürmann (* 15. Dezember 1975 in Werne) ist ein deutscher Call-in-, Teleshopping- sowie Radio- und Fernsehmoderator.

## Karriere
Schürmann begann seine Karriere als Radiomoderator und Reporter bei Antenne Unna im NRW-Lokalfunk. Mit 17 Jahren war er einer der jüngsten Radio-Moderatoren Nordrhein-Westfalens. Bei Radio NRW sammelte er weitere Erfahrungen im Hörfunk, später arbeitete er als Moderator beim MDR. Im Jahr 2001 wurde er Moderator der ersten Stunde beim gerade neu gegründeten Call-TV-Sender 9Live. In diesem Zusammenhang hatte er eine eigene Reality-TV-Show auf 9Live namens Schürmanns Gebot.
Im September 2003 moderierte er bei 9Live zusammen mit Alida Kurras, Anna Heesch, Jörg Draeger und Robin Bade abwechselnd 52 Stunden und 45 Minuten lang ununterbrochen das längste Fernseh-Quiz der Welt. Der Weltrekord wurde vom Guinness-Buch der Rekorde anerkannt und gilt bis heute.
Schürmann moderierte auch weitere von 9Live produzierte Call-in-Formate auf anderen TV-Sendern, wie die Sat.1-Sendung „Quiz Night“. Zudem war er ein Teil des „Antwort-Teams“ in der Sendung Willis Quiz Quark Club auf dem KI.KA. Seit Oktober 2006 moderiert er außerdem die Clipshow Die lustigsten Schlamassel der Welt bei RTL. Im März 2007 startete seine neue Sendung „Die Autobastler“ (RTL). Nachdem 9Live am 31. Mai 2011 sein Call-in-Geschäftsmodell und wenig später den Sendebetrieb einstellte, fand Schürmann im August 2011 beim Teleshopping-Sender HSE24 eine neue Anstellung. Seit 2015 ist er als Schmuckverkäufer beim Düsseldorfer Teleshopping-Sender QVC zu sehen.
Thomas Schürmann ist auch musikalisch aktiv. So trat er in einer Vorgruppe der Band Caught in the Act auf. Im Herbst 2008 produzierte er „Das Schäferlied“ von Schäfer Heinrich aus der RTL-Sendung „Bauer sucht Frau“.